# Karl Robel

Karl Robel (2014)

Karl Robel (* 30. Juli 1925 in Teisendorf; † Ende März 2017) war ein bayerischer Mundartdichter und Naturschützer.

## Leben
Karl Robel wuchs im oberbayerischen Teisendorf im Rupertiwinkel auf, besuchte dort die Schule und absolvierte eine Ausbildung zum Konditor in Traunstein. Nach seiner Kriegsteilnahme 1943–1945 und dem erfolgreichen Abschluss an der Meisterschule in München übernahm er 1955 die elterliche Konditorei.

Karl Robel, Beobachtungen in der Natur (2016)

Von Jugend an galt sein Interesse der Naturbeobachtung, insbesondere der Vogelkunde. Zusammen mit Richard Godl gründete er 1971 die Kreisgruppe Laufen des Bund Naturschutz in Bayern e.V., aus der nach der Gebietsreform 1974 die Kreisgruppe Berchtesgadener Land entstand. Anfang der 1980er Jahre war er einer der Initiatoren einer Gruppe des Landesbundes für Vogelschutz in Bayern LBV, aus der sich die heutige Kreisgruppe Berchtesgadener Land bildete. Er betreute Nistkästen, veranstaltete naturkundliche Führungen und verfasste Artikel, die in der örtlichen Presse und in ornithologischen Fachzeitschriften erschienen.
Robel interessierte nicht allein die Vogelwelt, sondern auch das alltägliche Miteinander seiner Mitmenschen. In Versen oft voller hintergründigem Humor brachte er seine teils gesellschaftskritischen, doch nie persönlich verletzenden Beobachtungen zu Papier. Anfang der 1980er Jahre erschien sein erster Gedichtband. Er veröffentlichte insgesamt 14 Bücher, das letzte erschien 2016. Ein besonderes Anliegen war ihm die Pflege der bayerischen Muttersprache, speziell des Rupertiwinkler Dialekts. Somit ist Robel ein Vertreter der Baierischen Dialektliteratur. Einem größeren Publikum bekannt wurde er durch seine „Rupertiwinkler Weihnachtsgschicht“. Der Berchtesgadener Anzeiger bezeichnete Robel 2013 als „lebende Legende der Rupertiwinkler Mundartdichtung“.
Karl Robel war Ehrenmitglied im Förderverein Bairische Sprache und Dialekte, Landschaftsverband Rupertiwinkel. Er lebte bis zu seinem Tod mit seiner Familie in Teisendorf.

## Werke/Schriften

### Gedichte und Geschichten
- 1982: Iatz is da Summa. Drei Linden Verlag, Grabenstätt
- 1984: Rupertiwinkler Weihnachtsgschicht. Drei Linden Verlag, Grabenstätt
- 1985: Is des a wunderschöner Tag. Drei Linden Verlag, Grabenstätt
- 1988: Schö toa auf boarisch. Eigenverlag Karl Robel, Teisendorf
- 1997: A paar Verserl für di. (2. Auflage 1998) Rosenheimer Verlag, ISBN 3-475-52905-X
- 1999: Dahoam is dahoam. (2. Auflage 2013) Rosenheimer Verlag, ISBN 978-3-475-54199-5
- 2000: A kloaner Dank. Rosenheimer Verlag, ISBN 978-3-475-53108-8
- 2003: Rupertiwinkler Weihnachtsgschicht. LILIOM Verlag, Waging, ISBN 978-3-934785-93-9
- 2004: Es is net allwei alles guat. LILIOM Verlag Waging, ISBN 3-934785-21-2
- 2010: So a schöne Landschaft. LILIOM Verlag Waging, ISBN 978-3-934785-46-5
- 2010: Der redt wia mia – Mundart. LILIOM Verlag, Waging, ISBN 978-3-934785-41-0
- 2016: So is iatz und a so wars im Rupertiwinkel. LILIOM Verlag, Waging, ISBN 978-3-934785-86-1

### Autobiographisch
- 2013: Teisendorf von 1933 bis 1945. Erinnerungen. LILIOM Verlag, Waging, ISBN 978-3-934785-73-1

### Sachbuch
- 2007: Über die Liebe zur Natur. Ein Vogelfreund erzählt. LILIOM Verlag Waging, ISBN 978-3-934785-31-1

### CDs
- 1999: Boarische Verserl und Geignmusi. Eigenverlag Karl Robel, Teisendorf
- 2009: Lesung Rückstetten am 1.2.2009. LILIOM Verlag